# Автомобільна автоматизація

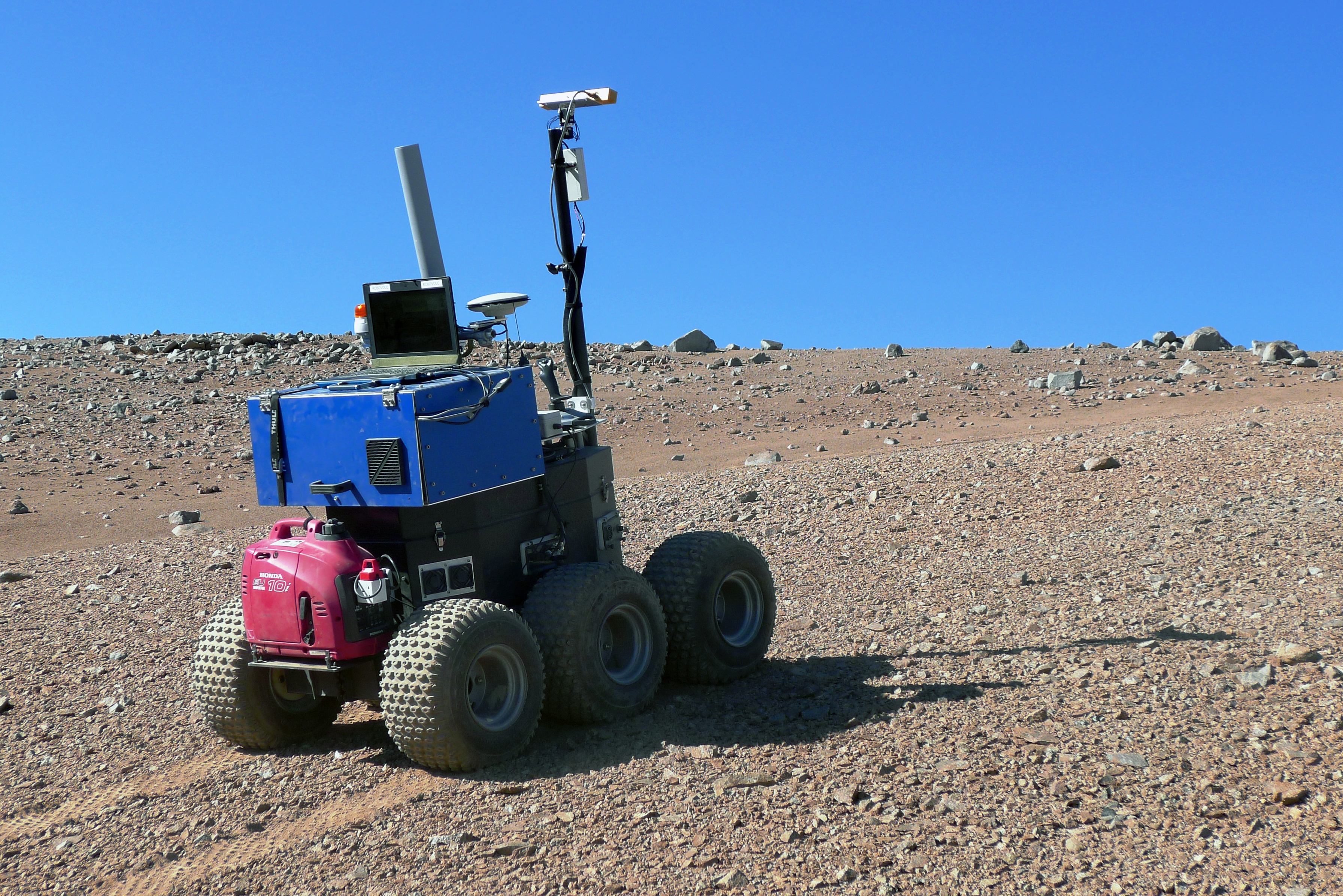
Автономний марсохід ESA Seeker під час випробувань на Параналі.

Автомобільна автоматизація передбачає використання мехатроніки, штучного інтелекту та багатоагентних систем для допомоги оператору транспортного засобу, наприклад автомобіля, літака чи водного транспорту. Транспортний засіб, який використовує автоматизацію для виконання таких завдань, як навігація, щоб полегшити, але не замінити контроль людини, кваліфікується як напівавтономний, тоді як повністю самокерований транспортний засіб називається автономним.
Автоматизовані транспортні засоби включають самокеровані автомобілі, безпілотні наземні транспортні засоби, автономні поїзди, передові автопілоти авіалайнерів, безпілотні літальні апарати та планетарні ровери, а також керовані ракети та снаряди.

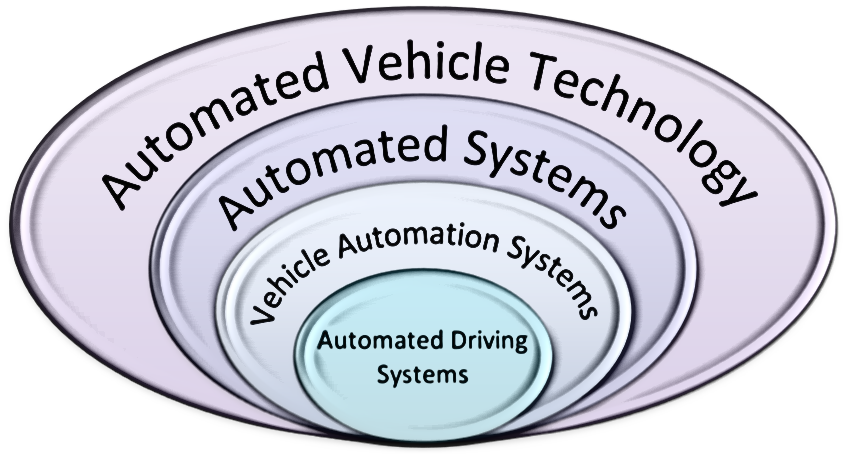
Технологічна ієрархія автоматизованих систем автомобіля

Технології, задіяні у впровадженні автономних транспортних засобів, варіюються від змін транспортного засобу до забезпечення підтримки в середовищі водіння.
Автоматизовані транспортні засоби викликають проблеми з безпекою, особливо на наземному транспорті, враховуючи складність водіння, географічні/культурні відмінності та дорожні умови. Необхідно подолати різні технологічні проблеми, щоб зробити автономні транспортні засоби надійними та масштабованими.

## Рівні автономності
Автономність транспортних засобів часто поділяють на шість рівнів: Система рівнів була розроблена Товариством автомобільних інженерів (SAE).
- Рівень 0: Без автоматизації.
- Рівень 1: Допомога водієві. Транспортний засіб може самостійно контролювати кермо або швидкість за певних обставин, щоб допомогти водієві.
- Рівень 2: Часткова автоматизація. Транспортний засіб може самостійно контролювати кермо та швидкість за певних обставин, щоб допомогти водієві.
- Рівень 3: Умовна автоматизація. Транспортний засіб може самостійно керувати кермом і швидкістю за нормальних умов навколишнього середовища, але вимагає нагляду водія.
- Рівень 4: Високий рівень автоматизації - транспортний засіб може здійснювати подорож автономно за нормальних умов навколишнього середовища, не потребуючи нагляду водія.
- Рівень 5: Повна автономність - транспортний засіб може здійснювати автономні подорожі в будь-яких умовах навколишнього середовища.

## Дивись також
- Самокерований автомобіль
- Відеореєстратор
- Інтелектуальна транспортна система
- Роботаксі
- Автомобіль без екіпажу